# Jardins de Butchart

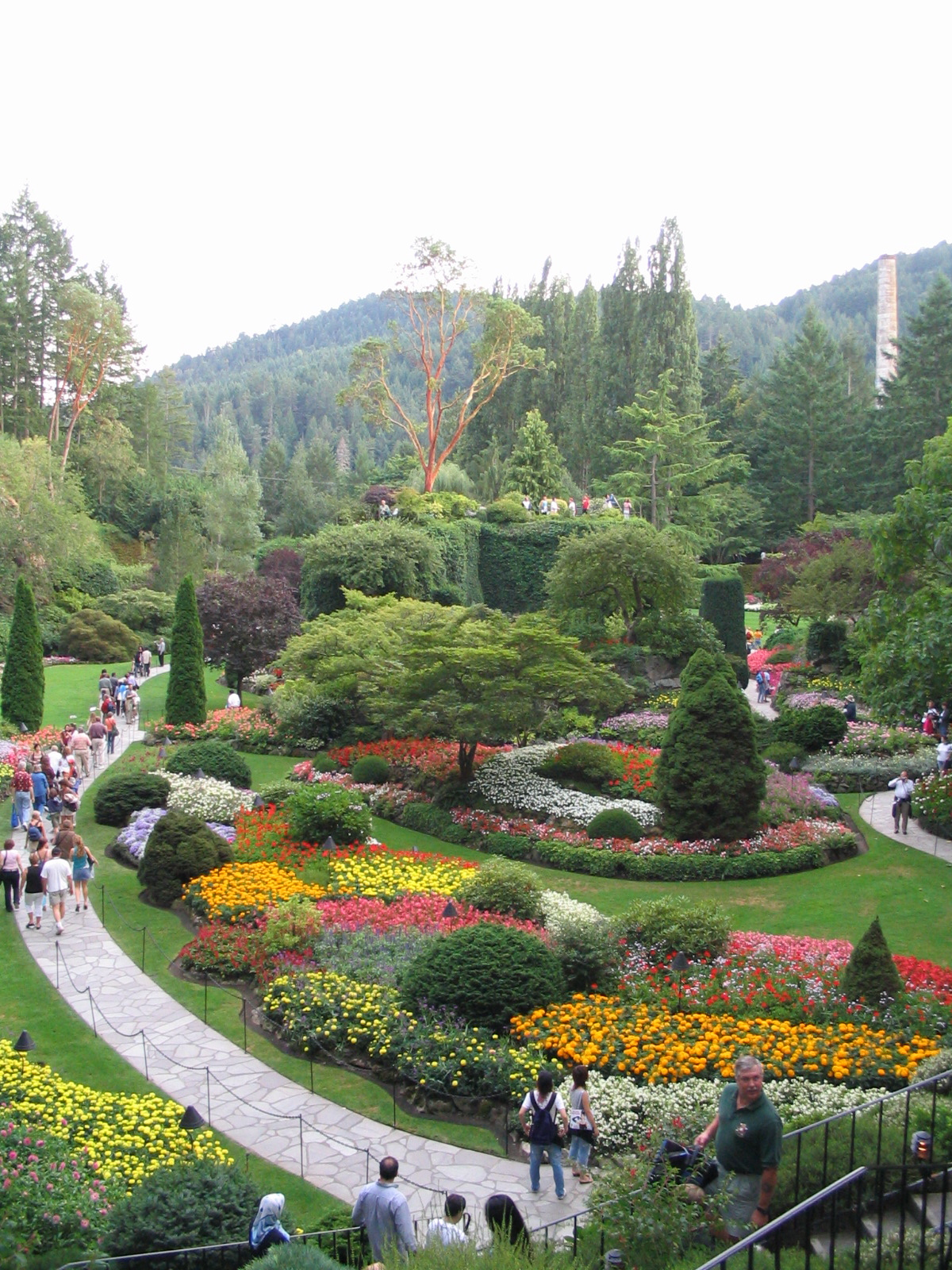
Jardim de Sunken

Os Jardins de Butchart (Butchart Gardens, no original) são um grupo de jardins em Brentwood Bay, Colúmbia Britânica, Canadá, perto de Victoria. É uma atração turística mundialmente conhecida que recebe centenas de milhares de visitantes por ano. Entretenimento e serviço alimentar de alta qualidade complementam os meticulosamente mantidos jardins.
O local oferece completa infra-estrutura para os visitantes poderem passar todo o dia a contemplar a beleza das flores e espécies vegetais ali existentes. São mais de 700 espécies e mais de um milhão de plantas que florescem durante todo o ano.

## História

### A ideia e o início
Robert Pim Butchart (1856-1943) começou a manufacturar cimento Portland em 1888, perto do seu lugar de nascença Owen Sound, Ontário. Ele e a sua mulher Jennie Butchart (1866-1950) vieram para a costa oeste do Canadá por causa dos ricos depósitos de calcário, necessários à produção de cimento.
Em 1904 estabeleceu casa perto da sua pedreira na Tod Inlet, na base da península de Saanich, na Ilha Vancouver. Equiparam-na com uma piscina de água salgada, uma pista de bowling, uma sala de bilhar, campos de ténis e um órgão.

### A inauguração dos jardins
Em 1906, Jennie criou um jardim japonês com a ajuda do designer Isaburo Kishida. Em 1909, quando a pedreira se esgotou, Jennie convenceu o marido a transformar a pedreira num jardim de Sunken. O jardim foi completado em 1921.
Eles apelidaram a sua casa de "Benvenuto" ("bem-vindo", em italiano) e começaram a receber barcos carregados de visitantes aos seus jardins. Em 1926 substituíram o seu campo de ténis por um jardim italiano, e em 1929 transformaram a pequena horta da casa em um grande jardim de rosas.

### Os jardins mais tarde, como uma herança
Em 1939, os Butcharts deram os jardins ao neto Ian Ross (1918-1997) no seu 21º aniversário.
Ross operou e promoveu os jardins até à sua morte 58 anos depois.

### Celebrações e o aprimoramento dos jardins
Em 1953, foi providenciada iluminação noturna para marcar o 50º aniversário dos jardins.

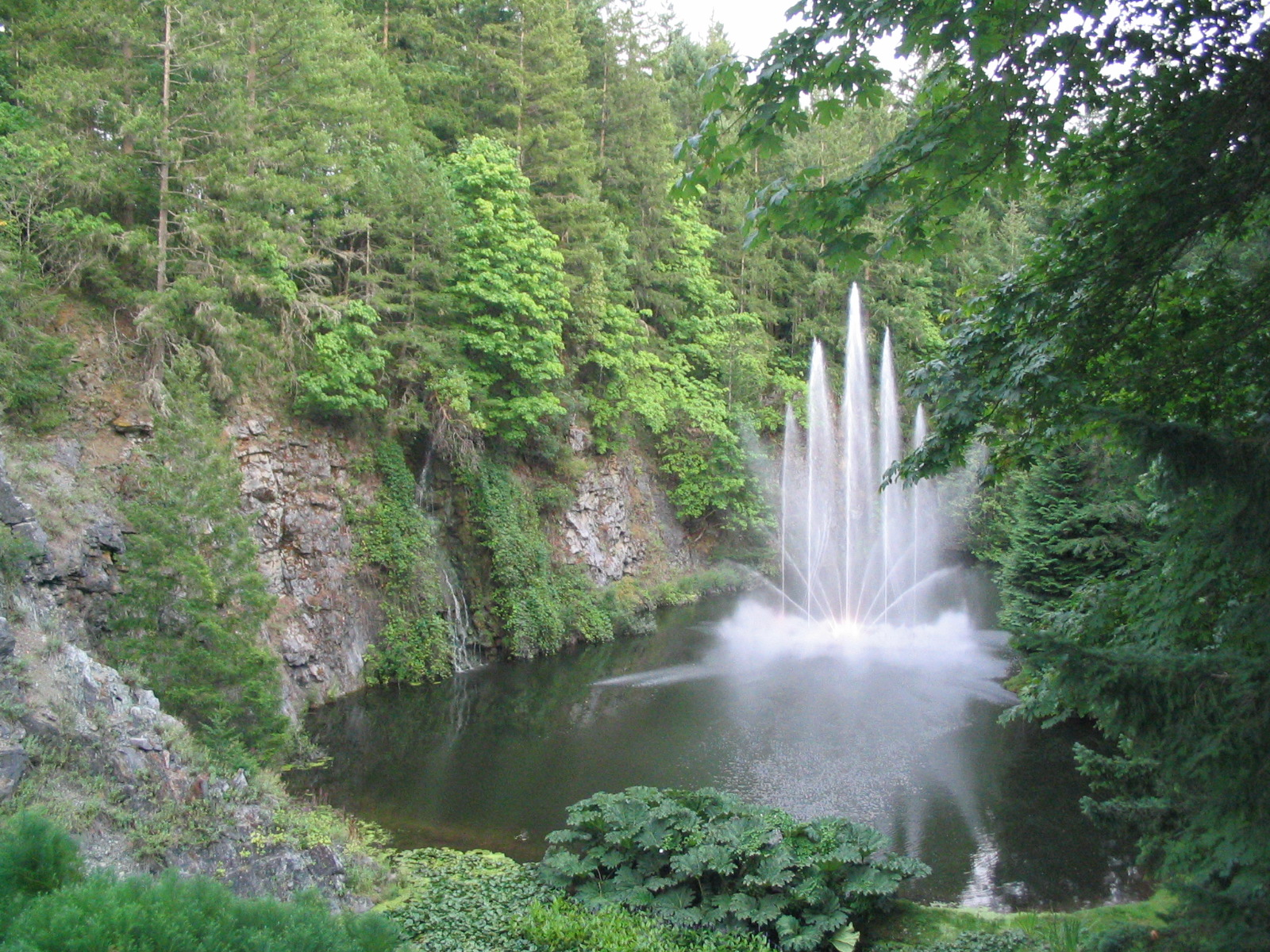
A fonte de Ross

Em 1964 a Fonte de Ross foi instalada no reservatório inferior para celebrar o 60º aniversário.
Em 1994, a Autoridade Heráldica Canadiana deu um brasão-de-armas aos jardins. Em 2004, 2 totens de cerca de 9.1 metros foram instalados para marcar o 100º aniversário, e os jardins foram então designados um sítio histórico.

### Atualmente
Os jardins ainda pertencem aos Butchart; a dona é a bisneta dos Butchart, Robin-Lee Clarke.